# إيما فلود
إيما فلود (بالنرويجية البوكمول: Emma Flood)‏ مواليد 13 أكتوبر 1990 في النرويج، هي لاعبة كرة مضرب نرويجية. أعلى تصنيف لها في الفردي كان 483. أعلى تصنيف لها في الزوجي كان 749.

## النهائيات

### الفردي (3–2)
| الحصيلة | الرقم | التاريخ        | الدورة          | الأرضية | المنافس        | النتيجة       |
| ------- | ----- | -------------- | --------------- | ------- | -------------- | ------------- |
| الوصافة | 1.    | 10 أكتوبر 2011 | باتايا، تايلاند | صلبة    | لوكسيكا كومخوم | 4–6, 3–6      |
| الوصافة | 2.    | 5 مايو 2014    | بانكوك، تايلاند | صلبة    | شون فانجيينج   | 3–6, 4–6      |
| الفوز   | 1.    | 27 أكتوبر 2014 | أوسلو، النرويج  | صلبة    | تيس ساجنوكس    | 6–3, 6–3      |
| الفوز   | 2.    | 2 مارس 2015    | جيانغمن، الصين  | صلبة    | تانج هاوشن     | 7–6(9–7), 6–3 |
| الفوز   | 3.    | 2 نوفمبر 2015  | أوسلو، النرويج  | صلبة    | ملاني ستوكك    | 6–2, 6–4      |

## روابط خارجية
- إيما فلود على موقع رابطة محترفات التنس (الإنجليزية)
- إيما فلود على موقع الاتحاد الدولي لكرة المضرب (الإنجليزية)
- إيما فلود على موقع كأس بيلي جين كينغ (الإنجليزية)
- إيما فلود على موقع خلاصة التنس.كوم (الإنجليزية)
- إيما فلود على موقع إي إس بي إن.كوم (الإنجليزية)